# Àlex Corretja
Alex Corretja Verdegay (Barcellona, 11 aprile 1974) è un commentatore televisivo ed ex tennista spagnolo.

## Carriera
Corretja ha fatto la sua comparsa nei tornei ATP nel 1992, quando esordì nel suo torneo di casa. La sua scalata alle posizioni di vertice è stata lunga ma costante: grazie a un solido gioco da fondo campo, che si esaltava sulla terra rossa, Corretja ha raccolto ottimi risultati che lo hanno portato a essere numero 2 al mondo nel 1999, suo best ranking.
In totale Corretja ha vinto 438 partite su 719 disputate, che gli hanno fruttato ben 17 tornei. I più prestigiosi sono senza dubbio il titolo vinto a Roma nel 1997, dove sconfisse Marcelo Ríos, la Tennis Masters Cup vinta nel 1998 battendo il connazionale Carlos Moyá, e il titolo a Indian Wells del 2000 contro Thomas Enqvist. Inoltre Corretja ha raggiunto la finale del Roland Garros in due occasioni: nel 1998 fu battuto da Moyá, mentre nel 2001 perse contro Gustavo Kuerten.
Nel 2000 ha vinto la Coppa Davis con la Spagna.

## Finali di singolare nei tornei del Grande Slam (2)

### Perse (2)
| Anno | Torneo del Grande Slam | Avversario in finale | Punteggio             |
| 1998 | Open di Francia        | Carlos Moyá          | 6–3, 7–5, 6–3         |
| 2001 | Open di Francia (2)    | Gustavo Kuerten      | 6(3)–7, 7–5, 6–2, 6–0 |

## Titoli (20)

### Singolare (17)
| Legenda                           |
| Grande Slam (0)                   |
| Tennis Masters Cup (1)            |
| Grand Slam Cup (0)                |
| ATP Masters Series (2)            |
| ATP International Series Gold (5) |
| ATP International Series (9)      |

| Legenda superfici |
| Cemento (6)       |
| Terra (10)        |
| Erba (0)          |
| Sintetico (1)     |

| Nº  | Data             | Torneo                                          | Superficie  | Avversario della finale | Risultato              |
| --- | ---------------- | ----------------------------------------------- | ----------- | ----------------------- | ---------------------- |
| 1.  | 13 novembre 1994 | Argentina Open, Buenos Aires                    | Terra rossa | Javier Frana            | 6-3 5-7 7-6(5)         |
| 2.  | 13 aprile 1997   | Estoril Open, Estoril                           | Terra rossa | Francisco Clavet        | 6-3 7-5                |
| 3.  | 18 maggio 1997   | Internazionali d'Italia, Roma                   | Terra rossa | Marcelo Ríos            | 7-5 7-5 6-3            |
| 4.  | 20 luglio 1997   | Stuttgart Open, Stoccarda                       | Terra rossa | Karol Kučera            | 6-2 7-5                |
| 5.  | 15 febbraio 1998 | Dubai Tennis Championships, Dubai               | Cemento     | Félix Mantilla          | 7-6(0) 6-1             |
| 6.  | 12 luglio 1998   | Swiss Open Gstaad, Gstaad (1)                   | Terra rossa | Boris Becker            | 7-6(5) 7-5 6-3         |
| 7.  | 23 agosto 1998   | Indianapolis Tennis Championships, Indianapolis | Cemento     | Andre Agassi            | 2-6 6-2 6-3            |
| 8.  | 25 ottobre 1998  | Open Sud de France, Lione                       | Sintetico   | Tommy Haas              | 2-6 7-6(6) 6-1         |
| 9.  | 29 novembre 1998 | Tennis Masters Cup, Hannover, Germania          | Cemento     | Carlos Moyá             | 3-6 3-6 7-5 6-3 7-5    |
| 10. | 19 marzo 2000    | Indian Wells Open, Indian Wells                 | Cemento     | Thomas Enqvist          | 6-4 6-4 6-3            |
| 11. | 16 luglio 2000   | Swiss Open Gstaad, Gstaad (2)                   | Terra rossa | Mariano Puerta          | 6-1 6-3                |
| 12. | 30 luglio 2000   | Austrian Open, Kitzbühel (1)                    | Terra rossa | Emilio Benfele Álvarez  | 6-3 6-1 3-0 rit.       |
| 13. | 20 agosto 2000   | Washington Open, Washington                     | Cemento     | Andre Agassi            | 6-2 6-3                |
| 14. | 22 ottobre 2000  | Grand Prix de Tennis de Toulouse, Tolosa        | Cemento     | Carlos Moyá             | 6-3 6-2                |
| 15. | 22 luglio 2001   | Dutch Open, Amersfoort                          | Terra rossa | Younes El Aynaoui       | 6-3 5-7 7-6(0) 3-6 6-4 |
| 16. | 14 luglio 2002   | Swiss Open Gstaad, Gstaad (3)                   | Terra rossa | Gastón Gaudio           | 6-3 7-6(3) 7-6(3)      |
| 17. | 28 luglio 2002   | Austrian Open, Kitzbühel (2)                    | Terra rossa | Juan Carlos Ferrero     | 6-4 6-1 6-3            |

#### Finali perse (13)
| Legenda                     |
| Grande Slam (2)             |
| Tennis Masters Cup (0)      |
| Grand Slam Cup (0)          |
| ATP Masters Series (3)      |
| ATP Championship Series (0) |
| ATP World Series (8)        |

| Nº  | Data              | Torneo                                        | Superficie       | Avversario della finale | Risultato           |
| --- | ----------------- | --------------------------------------------- | ---------------- | ----------------------- | ------------------- |
| 1.  | 2 novembre 1992   | Guarujá Open, Guarujá                         | Sintetico indoor | Carsten Arriens         | 6–7, 3–6            |
| 2.  | 3 ottobre 1994    | Campionati Internazionali di Sicilia, Palermo | Cemento          | Alberto Berasategui     | 6–2, 6–7, 4–6       |
| 3.  | 13 maggio 1996    | ATP German Open, Amburgo (1)                  | Terra rossa      | Roberto Carretero       | 6–2, 4–6, 4–6, 4–6  |
| 4.  | 29 luglio 1996    | Austrian Open, Kitzbühel                      | Sintetico        | Alberto Berasategui     | 2–6, 4–6, 4–6       |
| 5.  | 7 ottobre 1996    | Marbella Open, Marbella (1)                   | Terra rossa      | Marc-Kevin Goellner     | 6–7, 6–7            |
| 6.  | 28 aprile 1997    | Monte Carlo Masters, Montecarlo               | Terra rossa      | Marcelo Ríos            | 4–6, 4–6, 3–6       |
| 7.  | 5 maggio 1997     | Internazionali di Baviera, Monaco di Baviera  | Terra rossa      | Mark Philippoussis      | 6–7, 6–1, 4–6       |
| 8.  | 11 maggio 1998    | ATP German Open, Amburgo (2)                  | Terra rossa      | Albert Costa            | 2–6, 0–6, 0–1, ret. |
| 9.  | 8 giugno 1998     | Open di Francia, Parigi (1)                   | Terra rossa      | Carlos Moyá             | 3–6, 5–7, 3–6       |
| 10. | 18 gennaio 1999   | Sydney International, Sydney                  | Cemento          | Todd Martin             | 3–6, 6–7            |
| 11. | 30 agosto 1999    | Hamlet Cup, Long Island                       | Cemento          | Magnus Norman           | 6–7, 6–4, 3–6       |
| 12. | 29 settembre 1999 | Maiorca Open, Maiorca (2)                     | Terra rossa      | Juan Carlos Ferrero     | 6–2, 5–7, 3–6       |
| 13. | 11 giugno 2001    | Open di Francia, Parigi (2)                   | Terra rossa      | Gustavo Kuerten         | 7–6, 5–7, 2–6, 0–6  |

### Doppio (3)
- 1995: Palermo (con Fabrice Santoro)
- 1997: Monaco (con Pablo Albano)
- 2001: Kitzbuhel (con Luis Lobo)

## Vita privata
Àlex Corretja ha avuto una figlia nel 2017, da una relazione con Martina Klein.